# Paleá Roúmata
Paleá Roúmata  ou Palaiá Roúmata, en grec moderne : Παλαιά Ρούματα, est un village du dème de Plataniás, en Crète, en Grèce. Selon le recensement de 2011, la population de Paleá Roúmata compte 127 habitants. Le village est situé à une altitude d'environ 400 m et à 43 km de La Canée.